# Secretariaat van het Centraal Comité van de Hongaarse Socialistische Arbeiderspartij

Vlag van de MSzMP

Het Secretariaat van het Centraal Comité van de Hongaarse Socialistische Arbeiderspartij en haar voorganger, de Hongaarse Werkerspartij (Hongaars: Kozponti Bizottsag Titkarsag) was het hoogste administratieve orgaan van de MDP (1948-1956) en MSzMP (1956-1989). De belangrijkste taak van het Secretariaat was het overzien van de implementatie van door het partijbestuur genomen beslissingen. De leden van het Secretariaat waren tevens lid van het Centraal Comité van de MSzMP. Het hoofd van het Secretariaat was de secretaris-generaal van de communistische partij (= partijleider).
Tussen 1985 en 1989 kende het Secretariaat 7 leden (secretarissen) die tevens lid waren van het Politiek Comité van de Hongaarse Socialistische Arbeiderspartij. Van het 14e Partijcongres in mei 1988 tot mei 1989 was János Kádár (1912-1989), van 1956 tot 1988 eerste secretaris van de MSzMP, ex officio lid van het Secretariaat met de titel "voorzitter".

## Afdelingen van het Secretariaat
- Agitatie en Propaganda, Religieuze Zaken
- Economie
- Defensie, Binnenlandse Zaken, Staatsveiligheid
- Bureau van het Centraal Comité
- Wetenschap, Sociaal Beleid, Onderwijs, Cultuur, Kunsten
- Buitenlandse Zaken

## Verwijzingen
Partijcongres · Centraal Comité · Secretariaat · Politiek Comité · Partijleider